# Мандочель
Мандочелло, мандочель (італ. mandoloncello) — струнний щипковий інструмент родини мандолін. Мандочель більший за мандоліну і є баритоновим інструментом родини мандолін. Його вісім струн розташовані в чотирьох парних рядах (так званих хорах), причому струни кожної пари налаштовані в унісон. Інструмент можна описати як «віолончельний» різновид мандоліни. Виконавець під час гри защипує струни плектром.

## Історія
Як і більшість інших інструментів родини мандолін, мандочель виник в Європі. Мандоліни виникли з родини лютень в Італії протягом XVII і XVIII століть. Інтерес до мандоліни та її використання в ансамблевій грі почав зростати в епоху бароко (1600-1750), що призвело до розширення родини мандолін.
Ансамблі мандолін були популярні в період пізнього бароко і приблизно в цей час до сімейства було додано ряд інструментів, включаючи мандалон, басовий різновид мандоліни, — інструмент з пласкоспинним корпусом і зі строєм A2, D3, G3, C4. Цей інструмент, можливо, був прямим попередником мандочеля. Популярність ансамблів мандолін почала зменшуватися в період пізньої класики (1750—1825), а після 1815 року мандоліна значною мірою перейшла до статусу народного інструменту, а мандолон майже зник.
В XX столітті мандочеля повернулась в музику завдяки компанії Ґібсон, яка почала виготовляти її в стилі своїх мандолін — з пласкими аркоподібними корпусами. Відомо, що Ґібсон випустили щонайменше чотири моделі мандочелі в період з 1905 по 1920 роки: K-1, K-2, K-4 і K-5. Інші американські компанії, що випускають інструменти, також виробляють мандочелі.

## Конструкція
Конструкція мандочелі подібна до мандоліни: корпус може бути грушополібний (за проектами школи неаполітанського майстра Віначча XVIII століття) або плаский аркоподібний (за будовою інструментів американської компанії Gibson. Мензура мандочелі довша, ніж у мандоліни. Мандочелі Gibson мають мензуру 24,75 дюйма (62,87 см). Інструменти з грушеподібним корпусом можуть мати меншу мензуру — приблизно 22,5 дюйма (близько 57 см).
Резонаторний отвір може бути один овальним, або парним у вигляді букви F.
Інструменти зазвичай мають від 18 до 22 ладів; інколи 24 лада.

## Стрій і діапазон
Зазвичай подвійні струни подвоюється (налаштовується на ту саму висоту).
Стандартний стрій — віолончелевий, а саме: C2C2, G2G2, D3D3, A3A3.
Таким чином, середній діапазон становить приблизно три з половиною октави, причому точний діапазон залежить від кількості ладів на окремому інструменті: від двох октав від C2 до D#5/Eb5 (з 18 ладами) чи аж до A5 (з 24 ладами).
На 10-струнних (5-хорових) інструментах встановлюється додаткова пара струн, налаштована як E4E4, що додає ще півоктаву (чи близько того) вгору по діапазону.